# Vild med dans (sæson 15)
Den 15. sæson af Vild med dans blev sendt fra den 7. september 2018 på TV 2. Finalen fandt sted fredag den 23. november 2018 i Forum Horsens.
Sarah Grünewald fortsatte som vært for sjette sæson i træk, mens Claus Elming var stoppet som vært efter tolv sæsoner og blev erstattet af Christiane Schaumburg-Müller, der vendte tilbage efter fem sæsoners pause. Dommerpanelet bestod af de samme dommere som de foregående syv sæsoner: Nikolaj Hübbe, Anne Laxholm, Britt Bendixen og Jens Werner.
Vindere blev skuespiller Simon Stenspil sammen med danseren Asta Björk Ivarsdottir. Parret vandt i finalen over skuespilleren Molly Egelind og danseren Mads Vad. Sejren kom efter seernes afgørelse, idet de professionelle dommere havde kåret Egelund og Vad som vindere med en lille margin.
Rolf Sørensen kom til skade med sit ben efter uge otte, og derfor besluttede han sig at trække sig fra konkurrencen. Derfor besluttede holdet bag Vild med dans at ændre antal af deltagende par fra tre til to i finalen.

## Par
| #  | Kendt                    | Profession      | Danser                 | Status      |
| -- | ------------------------ | --------------- | ---------------------- | ----------- |
| 12 | Emil Thorup              | Tv-Vært         | Jenna Bagge            | Ude         |
| 11 | Adam Duvå Hall           | Radiovært       | Mie Martha Moltke      | Ude         |
| 10 | Rosa Kildahl Christensen | Bagestjerne     | Esbern Syhler-Hansen   | Ude         |
| 9  | Lars Christiansen        | Håndboldspiller | Sofie Kruuse           | Ude         |
| 8  | Emmelie de Forest        | Sangerinde      | Frederik Nonnemann     | Ude         |
| 7  | Laila Friis-Salling      | Skiløber        | Morten Kjeldgaard      | Ude         |
| 6  | Rolf Sørensen            | Cykelrytter     | Karina Frimodt         | Udgik       |
| 5  | Signe Lindkvist          | Tv-vært         | Thomas Evers Poulsen   | Ude         |
| 4  | Lucy Love                | Rapper          | Michael Olesen         | Ude         |
| 3  | Esben Dalgaard Andersen  | Skuespiller     | Mille Funk             | Trejdeplads |
| 2  | Molly Egelind            | Skuespiller     | Mads Vad               | Andenplads  |
| 1  | Simon Stenspil           | Skuespiller     | Asta Björk Ivarsdottir | Vinder      |

## Resultater
| Simon & Asta       | 1  | 17 | 10 | 27 | 25 | 22 | 26 | 20 | 20 | 25+34=61 | 30 | 91  | 36+4=40 | 35+40+2=77 | 36+38+40=114 |  |  |
| Molly & Mads       | 2  | 20 | 17 | 37 | 22 | 21 | 25 | 31 | 32 | 33+35=68 | 37 | 105 | 40+3=43 | 39+40+3=82 | 36+40+40=116 |  |  |
| Esben & Mille      | 3  | 16 | 19 | 35 | 18 | 18 | 19 | 20 | 24 | 29+35=64 | 31 | 95  | 37+2=39 | 34+36+1=71 |              |  |  |
| Lucy & Michael     | 4  | 13 | 8  | 21 | 16 | 19 | 19 | 19 | 23 | 18+35=53 | 28 | 81  | 35+1=36 |            |              |  |  |
| Signe & Thomas     | 5  | 13 | 15 | 28 | 20 | 21 | 21 | 30 | 19 | 22+34=56 | 26 | 82  |         |            |              |  |  |
| Rolf & Karina      | 6  | 8  | 5  | 13 | 9  | 10 | 13 | 10 | 5  | 13+34=47 | —  |     |         |            |              |  |  |
| Laila & Morten     | 7  | 10 | 12 | 22 | 18 | 21 | 14 | 26 | 18 |          |    |     |         |            |              |  |  |
| Emmelie & Frederik | 8  | 11 | 12 | 23 | 17 | 16 | 12 | 17 |    |          |    |     |         |            |              |  |  |
| Lars & Sofie       | 9  | 6  | 9  | 15 | 8  | 10 | 8  |    |    |          |    |     |         |            |              |  |  |
| Rosa & Esbern      | 10 | 8  | 9  | 17 | 12 | 16 |    |    |    |          |    |     |         |            |              |  |  |
| Adam & Mie         | 11 | 17 | 11 | 28 | 16 |    |    |    |    |          |    |     |         |            |              |  |  |
| Emil & Jenna       | 12 | 10 | 10 | 20 |    |    |    |    |    |          |    |     |         |            |              |  |  |

Nøgle
     indikerer parret, der fik førstepladsen
     indikerer parret, der fik andenpladsen
     indikerer parret, der fik tredjepladsen
     indikerer parret, der var i omdans, men gik videre
     indikerer parret, der udgik
     indikerer det første par, der blev stemt ud
     indikerer parret, der er fredet i denne episode.
Grønne tal indikerer de højeste point for hver uge
Røde tal indikerer de laveste point for hver uge

### Gennemsnit
| Plads ift. gennemsnit | Plads | Par                | Total | Antal danse | Gennemsnit |
| --------------------- | ----- | ------------------ | ----- | ----------- | ---------- |
| 1                     | 2     | Molly & Mads       | 508   | 16          | 31.8       |
| 2                     | 1     | Simon & Asta       | 454   | 16          | 28.4       |
| 3                     | 3     | Esben & Mille      | 336   | 13          | 25.8       |
| 4                     | 5     | Signe & Thomas     | 221   | 10          | 22.1       |
| 5                     | 4     | Lucy & Michael     | 233   | 11          | 21.2       |
| 6                     | 7     | Laila & Morten     | 119   | 7           | 17.0       |
| 7                     | 11    | Adam & Mie         | 44    | 3           | 14.6       |
| 8                     | 8     | Emmelie & Frederik | 85    | 6           | 14.1       |
| 9                     | 6     | Rolf & Karina      | 107   | 9           | 11.9       |
| 10                    | 10    | Rosa & Esbern      | 45    | 4           | 11.3       |
| 11                    | 12    | Emil & Jenna       | 20    | 2           | 10.0       |
| 12                    | 9     | Lars & Sofie       | 41    | 5           | 8.2        |

## Danse og sange

### Uge 1: Premiere
| Nummer | Par                | Dans        | Musik                                   | Hübbe | Laxholm | Bendixen | Werner | Point | Resultat |
| ------ | ------------------ | ----------- | --------------------------------------- | ----- | ------- | -------- | ------ | ----- | -------- |
| 1      | Lars & Sofie       | Cha-cha-cha | "Black or White" - Michael Jackson      | 1     | 2       | 2        | 1      | 6     | Videre   |
| 2      | Laila & Morten     | Quickstep   | "Thrift Shop" - Macklemore & Ryan Lewis | 2     | 3       | 3        | 2      | 10    | Videre   |
| 3      | Esben & Mille      | Jive        | "Rockin' Robin" - Michael Jackson       | 4     | 4       | 4        | 4      | 16    | Videre   |
| 4      | Emil & Jenna       | Vals        | "In Other Words" - Nat King Cole        | 2     | 3       | 2        | 3      | 10    | Videre   |
| 5      | Rosa & Esbern      | Cha-cha-cha | "Sweet Like Cola" - Lou Bega            | 2     | 3       | 2        | 1      | 8     | Videre   |
| 6      | Emmelie & Frederik | Quickstep   | "Careless Whisper" - George Michael     | 3     | 3       | 3        | 2      | 11    | Videre   |
| 7      | Lucy & Michael     | Jive        | "Rock Around the Clock" - Bill Haley    | 3     | 3       | 3        | 4      | 13    | Videre   |
| 8      | Adam & Mie         | Vals        | "Close Enough" - Dionne Warwick         | 4     | 4       | 4        | 5      | 17    | Videre   |
| 9      | Simon & Asta       | Cha-cha-cha | "Me Too" - Meghan Trainor               | 4     | 4       | 4        | 5      | 17    | Videre   |
| 10     | Rolf & Karina      | Quickstep   | "Feeling Good" - Christina Grimmie      | 2     | 2       | 2        | 2      | 8     | Videre   |
| 11     | Molly & Mads       | Jive        | "Feeling Alive" - Earl St Clair         | 5     | 5       | 5        | 5      | 20    | Videre   |
| 12     | Signe & Thomas     | Vals        | "Closest Thing to Crazy" - Katie Melua  | 3     | 3       | 4        | 3      | 13    | Videre   |

- I den første uge blev ingen par stemt ud.

### Uge 2
| Nummer | Par                | Dans        | Musik                                            | Hübbe | Laxholm | Bendixen | Werner | Point | Resultat |
| ------ | ------------------ | ----------- | ------------------------------------------------ | ----- | ------- | -------- | ------ | ----- | -------- |
| 1      | Adam & Mie         | Cha-cha-cha | "Havana" - Camila Cabello & Young Thug           | 3     | 3       | 3        | 2      | 11    | Videre   |
| 2      | Simon & Asta       | Tango       | "Game of Thrones Main Title" - Ramin Djawadi     | 2     | 2       | 2        | 4      | 10    | Videre   |
| 3      | Rolf & Karina      | Pasodoble   | "Psycho" - Muse                                  | 1     | 1       | 1        | 2      | 5     | Videre   |
| 4      | Lucy & Michael     | Wienervals  | "You Are the Reason" - Calum Scott & Leona Lewis | 2     | 2       | 2        | 2      | 8     | Omdans   |
| 5      | Signe & Thomas     | Cha-cha-cha | "Let's Groove" - Earth, Wind & Fire              | 4     | 4       | 2        | 5      | 15    | Videre   |
| 6      | Rosa & Esbern      | Tango       | "Tango for to" - Raquel Rastenni                 | 3     | 2       | 2        | 2      | 9     | Videre   |
| 7      | Laila & Morten     | Pasodoble   | "Diablo Rojo" - Roderigo y Gabriela              | 3     | 2       | 3        | 4      | 12    | Videre   |
| 8      | Molly & Mads       | Wienervals  | "End of the Road" - Boyz II Men                  | 4     | 4       | 4        | 5      | 17    | Videre   |
| 9      | Emil & Jenna       | Cha-cha-cha | "There's Nothing Holding Me Back" - Shawn Mendes | 2     | 2       | 3        | 3      | 10    | Ude      |
| 10     | Lars & Sofie       | Tango       | "Verden i stå" - Rasmus Walter                   | 3     | 2       | 2        | 2      | 9     | Videre   |
| 11     | Emmelie & Frederik | Pasodoble   | "Look What You Made Me Do" - Taylor Swift        | 3     | 2       | 3        | 4      | 12    | Videre   |
| 12     | Esben & Mille      | Wienervals  | "Forelsket i København" - Bent Fabricius Bjerre  | 5     | 5       | 5        | 4      | 19    | Videre   |

### Uge 3: Broadway
| Nummer | Par                | Dans       | Musik                                               | Hübbe | Laxholm | Bendixen | Werner | Point | Resultat |
| ------ | ------------------ | ---------- | --------------------------------------------------- | ----- | ------- | -------- | ------ | ----- | -------- |
| 1      | Esben & Mille      | Samba      | "I Just Can't Wait to Be King" - Jason Weaver       | 4     | 4       | 5        | 5      | 18    | Videre   |
| 2      | Emmelie & Frederik | Wienervals | "Chim chim cher-ee" - Julie Andrews & Dick Van Dyke | 5     | 5       | 4        | 3      | 17    | Omdans   |
| 3      | Lars & Sofie       | Jive       | "Greased Lightning" - John Travolta                 | 2     | 2       | 2        | 2      | 8     | Videre   |
| 4      | Signe & Thomas     | Tango      | "The Rain in Spain" - Marni Nixon & Rex Harrison    | 5     | 5       | 5        | 5      | 20    | Videre   |
| 5      | Molly & Mads       | Samba      | "Never Fully Dressed without a Smile" - Sia Furler  | 5     | 5       | 6        | 6      | 22    | Videre   |
| 6      | Rolf & Karina      | Wienervals | "My Favourite Things" - Julie Andrews               | 3     | 3       | 3        | 3      | 12    | Videre   |
| 7      | Simon & Asta       | Jive       | "Roxie" - Renee Zellweger                           | 6     | 6       | 7        | 6      | 25    | Videre   |
| 8      | Adam & Mie         | Tango      | "Music of the Night" - Michael Crawford             | 4     | 4       | 3        | 5      | 16    | Ude      |
| 9      | Lucy & Michael     | Samba      | "Aquarius" - Galt MacDermot                         | 4     | 4       | 4        | 4      | 16    | Videre   |
| 10     | Laila & Morten     | Wienervals | "I Feel Pretty" - Natalie Wood                      | 5     | 5       | 3        | 5      | 18    | Videre   |
| 11     | Rosa & Esbern      | Jive       | "The Old Gumbie Cat" - Andrew Lloyd Webber          | 3     | 3       | 3        | 3      | 12    | Videre   |

### Uge 4
| Nummer | Par                | Dans      | Musik                                             | Hübbe | Laxholm | Bendixen | Werner | Point | Resultat |
| ------ | ------------------ | --------- | ------------------------------------------------- | ----- | ------- | -------- | ------ | ----- | -------- |
| 1      | Molly & Mads       | Quickstep | "Mig og Molly" - Kim Larsen & Kjukken             | 5     | 5       | 5        | 6      | 21    | Videre   |
| 2      | Rolf & Karina      | Samba     | "Under solen" - Wafande                           | 2     | 3       | 3        | 2      | 10    | Videre   |
| 3      | Rosa & Esbern      | Vals      | "Sweetheart Tree" - Natalie Wood                  | 4     | 4       | 4        | 4      | 16    | Ude      |
| 4      | Esben & Mille      | Quickstep | "Time of Your Life" - Robin Thicke                | 4     | 4       | 5        | 5      | 18    | Videre   |
| 5      | Laila & Morten     | Samba     | "Rockabye" - Clean Bandit, Anne Marie & Sean Paul | 5     | 5       | 5        | 6      | 21    | Videre   |
| 6      | Lars & Sofie       | Vals      | "She" - Charles Aznavour                          | 3     | 2       | 3        | 2      | 10    | Videre   |
| 7      | Signe & Thomas     | Pasodoble | "Spanish Matador" - Tony Evans & His Orchestra    | 5     | 6       | 5        | 5      | 21    | Videre   |
| 8      | Lucy & Michael     | Quickstep | "Man Like That" - Gin Wigmore                     | 5     | 4       | 5        | 5      | 19    | Omdans   |
| 9      | Emmelie & Frederik | Samba     | "Milkshake" - Kelis                               | 4     | 4       | 4        | 4      | 16    | Videre   |
| 10     | Simon & Asta       | Vals      | "You Light Up My Life" - Whitney Houston          | 6     | 5       | 5        | 6      | 22    | Videre   |

### Uge 5: Latinaften med 1988'er tema
| Nummer | Par                | Dans        | Musik | Hübbe | Laxholm | Bendixen | Werner | Point | Resultat |
| ------ | ------------------ | ----------- | --- | ----- | ------- | -------- | ------ | ----- | -------- |
| 1      | Laila & Morten     | Cha-cha-cha | "Den jeg elsker, elsker jeg" - Thomas Helmig, Sanne Salomonsen, Søs Fenger, Anne Linnet, Hanne Boel & Lis Damm | 3     | 4       | 3        | 4      | 14    | Videre   |
| 2      | Lars & Sofie       | Rumba       | "Man in the Mirror" - Michael Jackson                                                                          | 2     | 2       | 2        | 2      | 8     | Ude      |
| 3      | Molly & Mads       | Cha-cha-cha | "Need You Tonight" - INXS                                                                                      | 6     | 6       | 6        | 7      | 25    | Videre   |
| 4      | Lucy & Michael     | Cha-cha-cha | "Teardrops" - Womack & Womack                                                                                  | 5     | 5       | 4        | 5      | 19    | Videre   |
| 5      | Signe & Thomas     | Jive        | "Two Hearts" - Phil Collins                                                                                    | 5     | 5       | 5        | 6      | 21    | Videre   |
| 6      | Emmelie & Frederik | Cha-cha-cha | "So Emotional" - Whitney Houston                                                                               | 3     | 3       | 3        | 3      | 12    | Omdans   |
| 7      | Esben & Mille      | Cha-cha-cha | "I Should Be So Lucky" - Kylie Minogue                                                                         | 5     | 5       | 5        | 4      | 19    | Videre   |
| 8      | Simon & Asta       | Rumba       | "Fast Car" - Tracy Chapman                                                                                     | 6     | 6       | 7        | 7      | 26    | Videre   |
| 9      | Rolf & Karina      | Cha-cha-cha | "Dagen efter dagen derpå" - Thomas Helmig                                                                      | 3     | 3       | 3        | 4      | 13    | Videre   |

### Uge 6: Standardaften
| Nummer | Par                | Dans       | Musik                                                   | Hübbe | Laxholm | Bendixen | Werner | Point | Resultat |
| ------ | ------------------ | ---------- | ------------------------------------------------------- | ----- | ------- | -------- | ------ | ----- | -------- |
| 1      | Rolf & Karina      | Slowfox    | "Just Dance" - Lady Gaga                                | 3     | 3       | 2        | 2      | 10    | Videre   |
| 2      | Simon & Asta       | Wienervals | "Powerful" - Major Lazer, Ellie Goulding & Tarrus Riley | 5     | 4       | 5        | 6      | 20    | Videre   |
| 3      | Lucy & Michael     | Tango      | "Youngblood" - 5 Seconds of Summer                      | 5     | 5       | 4        | 5      | 19    | Videre   |
| 4      | Laila & Morten     | Slowfox    | "Wherever You Will Go" - Charlene Soraia                | 6     | 7       | 6        | 7      | 26    | Videre   |
| 5      | Esben & Mille      | Tango      | "Please Mr. Brown" - Sarah Vaughan                      | 6     | 5       | 4        | 5      | 20    | Omdans   |
| 6      | Signe & Thomas     | Quickstep  | "9 to 5" - Dolly Parton                                 | 7     | 8       | 7        | 8      | 30    | Videre   |
| 7      | Molly & Mads       | Tango      | "The Other Side" - Hugh Jackman og Zac Efron            | 8     | 8       | 7        | 8      | 31    | Videre   |
| 8      | Emmelie & Frederik | Slowfox    | "Nightcall" - London Grammar                            | 5     | 4       | 4        | 4      | 17    | Ude      |

### Uge 7: Boybands
| Nummer | Par            | Dans      | Musik                                    | Hübbe | Laxholm | Bendixen | Werner | Point | Resultat |
| ------ | -------------- | --------- | ---------------------------------------- | ----- | ------- | -------- | ------ | ----- | -------- |
| 1      | Signe & Thomas | Rumba     | "Back for Good" - Take That              | 5     | 5       | 4        | 5      | 19    | Omdans   |
| 2      | Laila & Morten | Jive      | "Surfing Usa" - The Beach Boys           | 4     | 4       | 4        | 6      | 18    | Ude      |
| 3      | Esben & Mille  | Slowfox   | "My Girl" - The Temptations              | 6     | 6       | 6        | 6      | 24    | Videre   |
| 4      | Simon & Asta   | Quickstep | "No Diggity" - Blackstreet               | 5     | 4       | 5        | 6      | 20    | Videre   |
| 5      | Molly & Mads   | Slowfox   | "I Want It That Way" - Backstreet Boys   | 8     | 8       | 8        | 8      | 32    | Videre   |
| 6      | Rolf & Karina  | Jive      | "I Saw Her Standing There" - The Beatles | 1     | 1       | 1        | 2      | 5     | Videre   |
| 7      | Lucy & Michael | Slowfox   | "Mandalay" - Four Jacks                  | 6     | 6       | 5        | 6      | 23    | Videre   |

### Uge 8: Knæk cancer
| Nummer | Par                                       | Dans                                | Musik                                      | Hübbe | Laxholm | Bendixen | Werner | Point | Resultat |
| ------ | ----------------------------------------- | ----------------------------------- | ------------------------------------------ | ----- | ------- | -------- | ------ | ----- | -------- |
| 1      | Lucy & Michael                            | Rumba                               | "Stay with Me" - Sam Smith                 | 4     | 4       | 5        | 5      | 18    | Videre   |
| 2      | Rolf & Karina                             | Vals                                | "Just Pretend" - Elvis Presley             | 4     | 3       | 3        | 3      | 13    | Videre   |
| 3      | Signe & Thomas                            | Slowfox                             | "Tabt mit hjerte" - Anne Linnet            | 5     | 5       | 6        | 6      | 22    | Videre   |
| 4      | Molly & Mads                              | Rumba                               | "Lyse nætter" - Alberte Winding            | 8     | 8       | 8        | 9      | 33    | Videre   |
| 5      | Simon & Asta                              | Pasodoble                           | "Expresado" - The Latin Drums              | 6     | 6       | 7        | 6      | 25    | Videre   |
| 6      | Esben & Mille                             | Rumba                               | "Satisfy My Soul" - Paul Carrack           | 7     | 7       | 8        | 7      | 29    | Videre   |
| 1      | Signe & Thomas Simon & Asta Rolf & Karina | Holddans over En skærsommernatsdrøm | "Dusk Till Dawn" - Zayn Malik & Sia Furler | 8     | 8       | 9        | 9      | 34    | Taber    |
| 2      | Molly & Mads Lucy & Michael Esben & Mille | Holddans over Svanesøen             | "Mercy" - Shawn Mendes                     | 10    | 9       | 8        | 8      | 35    | Vinder   |

- I denne uge dansede parrene på Gamle Scene på Det Kongelige Teater, og ingen blev stemt ud.[1]
- Parrene blev delt op i to hold, hvor hvert hold skulle fortolke et klassisk værk.

### Uge 9: Mit år
| Nummer | Par            | Dans    | Musik                                   | Hübbe | Laxholm | Bendixen | Werner | Point | Resultat |
| ------ | -------------- | ------- | --------------------------------------- | ----- | ------- | -------- | ------ | ----- | -------- |
| 1      | Simon & Asta   | Slowfox | "You Got a Friend in Me" - Randy Newman | 8     | 7       | 8        | 7      | 30    | Videre   |
| 2      | Esben & Mille  | Vals    | "If I Ain’t Got You" - Alicia Keys      | 8     | 8       | 7        | 8      | 31    | Videre   |
| 3      | Lucy & Michael | Vals    | "A Dignified Woman" - Amos Lee          | 7     | 7       | 7        | 7      | 28    | Omdans   |
| 4      | Signe & Thomas | Samba   | "1 Thing" - Amerie                      | 7     | 6       | 6        | 7      | 26    | Ude      |
| 5      | Molly & Mads   | Vals    | "Good Day to Cry" - Beth Hart           | 9     | 10      | 9        | 9      | 37    | Videre   |

- Rolf Sørensen kom til skade med sit ben igen, derfor valgte han og Karina Frimodt at trække sig fra konkurrencen.

### Uge 10: Kvartfinale
| Nummer | Par            | Dans                       | Musik                                              | Hübbe | Laxholm | Bendixen | Werner | Point | Resultat |
| ------ | -------------- | -------------------------- | -------------------------------------------------- | ----- | ------- | -------- | ------ | ----- | -------- |
| 1      | Molly & Mads   | Pasodoble                  | "Espana cani" - Joe Chain                          | 10    | 10      | 10       | 10     | 40    | Videre   |
| 2      | Simon & Asta   | Samba                      | "Wild Child" - Cisilia Ismailova & Kongsted        | 9     | 9       | 9        | 9      | 36    | Videre   |
| 3      | Lucy & Michael | Pasodoble                  | "Counting Stars" - OneRepublic                     | 9     | 9       | 8        | 9      | 35    | Ude      |
| 4      | Esben & Mille  | Pasodoble                  | "Fuegos paso" - Ballroom Orchestra and Singers     | 10    | 9       | 9        | 9      | 37    | Omdans   |
| —      | Molly & Mads   | Maratondans - Nitty Gritty | "The Nitty Gritty" - Lincoln Chase & Shirley Ellis | —     | —       | —        | —      | 3     | —        |
| —      | Simon & Asta   | Maratondans - Nitty Gritty | "The Nitty Gritty" - Lincoln Chase & Shirley Ellis | —     | —       | —        | —      | 4     | —        |
| —      | Lucy & Michael | Maratondans - Nitty Gritty | "The Nitty Gritty" - Lincoln Chase & Shirley Ellis | —     | —       | —        | —      | 1     | —        |
| —      | Esben & Mille  | Maratondans - Nitty Gritty | "The Nitty Gritty" - Lincoln Chase & Shirley Ellis | —     | —       | —        | —      | 2     | —        |

- Denne uge skulle parrene danse en marathondans mod hinanden. De skulle danse "Nitty Gritty". Parret der vandt dansen fik 4 point, det næste par fik 3 point, så 2 point og sidstepladsen fik 1 point.

### Uge 11: Semifinale
| Nummer | Par           | Dans             | Musik                                     | Hübbe | Laxholm | Bendixen | Werner | Point | Resultat |
| ------ | ------------- | ---------------- | ----------------------------------------- | ----- | ------- | -------- | ------ | ----- | -------- |
| 1      | Esben & Mille | Argentinsk tango | "Sin Rumbo" - Otros Aires                 | 9     | 8       | 9        | 8      | 34    | Ude      |
| 1      | Esben & Mille | Jive             | "Rockin Robin" - Michael Jackson          | 9     | 9       | 9        | 9      | 36    | Ude      |
| 2      | Simon & Asta  | Argentinsk tango | "El tango de Roxanne" - Bcsv Orchestra    | 8     | 9       | 9        | 9      | 35    | Videre   |
| 2      | Simon & Asta  | Cha cha cha      | "Me Too" - Meghan Trainor                 | 10    | 10      | 10       | 10     | 40    | Videre   |
| 3      | Molly & Mads  | Argentinsk tango | "Tango Jealusy" - Jacob Gade              | 10    | 9       | 10       | 10     | 39    | Videre   |
| 3      | Molly & Mads  | Jive             | "Feeling Alive" - Earl St Clair           | 10    | 10      | 10       | 10     | 40    | Videre   |
| —      | Esben & Mille | Showdans         | "I Say a Little Prayer" - Aretha Franklin | —     | —       | —        | —      | 1     | —        |
| —      | Simon & Asta  | Showdans         | "I Say a Little Prayer" - Aretha Franklin | —     | —       | —        | —      | 2     | —        |
| —      | Molly & Mads  | Showdans         | "I Say a Little Prayer" - Aretha Franklin | —     | —       | —        | —      | 3     | —        |

- I showdansen skulle nydanserne danse uden deres professionelle partnere. Vinderen fik 3 point, andenpladsen fik 2 point, og sidstepladsen fik 1 point. Showdansen havde koreografi af Toniah Pedersen.

### Uge 12: Finale
| Nummer | Par          | Dans      | Musik                                        | Hübbe | Laxholm | Bendixen | Werner | Point | Resultat   |
| ------ | ------------ | --------- | -------------------------------------------- | ----- | ------- | -------- | ------ | ----- | ---------- |
| 1      | Molly & Mads | Tango     | "The Other Side" - Hugh Jackman og Zac Efron | 9     | 9       | 9        | 9      | 36    | Andenplads |
| 1      | Molly & Mads | Latinmix  | Hips Don't Lie - Shakira                     | 10    | 10      | 10       | 10     | 40    | Andenplads |
| 1      | Molly & Mads | Freestyle | "This is me" - Keala Seattle                 | 10    | 10      | 10       | 10     | 40    | Andenplads |
| 2      | Simon & Asta | Vals      | "You Light Up My Life" - Whitney Houston     | 9     | 9       | 9        | 9      | 36    | Vinder     |
| 2      | Simon & Asta | Latinmix  | Hips Don't Lie - Shakira                     | 10    | 9       | 10       | 9      | 38    | Vinder     |
| 2      | Simon & Asta | Freestyle | "Dark Times" - The Weeknd                    | 10    | 10      | 10       | 10     | 40    | Vinder     |

- De to par valgte hver deres favorit inden for standarddans.
- Parrene dansede en fælles latinmix, hvor alle sæsonens professionelle dansere deltog.